# 华北大黄
华北大黄（学名：Rheum franzenbachii）为蓼科大黄属下的一个种。

## 扩展阅读
- 維基物種上的相關：华北大黄